# THE LAST ROCKSTARS
THE LAST ROCKSTARS(더 라스트 락스타즈)는 YOSHIKI (음악가)(X JAPAN), Hyde (음악가)(L'Arc~en~Ciel, VAMPS), SUGIZO(X JAPAN, LUNA SEA), MIYAVI가 2022년 결성한 일본의 록 슈퍼그룹이다. 네 멤버는 2022년 11월 협업을 발표했고, 같은 해 12월 첫 셀프 타이틀 싱글을 발표했다. 2023년 1월에는 일본과 미국에서 데뷔 투어를 진행했다.

## 역사
그룹 멤버 YOSHIKI (음악가), SUGIZO 및 MIYAVI는 이전에 2007년에 단명한 록 슈퍼 그룹 S.K.I.N.의 일부였다. THE LAST ROCKSTARS의 결성은 2022년 11월 11일 도쿄에서 열린 기자 회견에서 발표되었으며, 가수 Hyde (음악가)와 함께 세 멤버도 YOSHIKI는 2023년 1월과 2월에 예정된 두 개의 싱글 콘서트와 여러 콘서트를 발표했다. YOSHIKI는 그룹의 사명이 "일본을 넘어 국제 시장을 목표로 하는 것"과 "록 음악의 정신을 보존하는 것"이라고 밝혔다. 현대음악계에서는 팝과 힙합이 추월했다. "인상을 남기기 위해" 도발적인 이름을 선택했다.
12월 14일, 밴드는 높은 수요로 인해 두 번째 뉴욕시 공연이 투어 일정에 추가되었다고 발표했으며, 뒤이어 유니버설 뮤직의 서브레이블인 Melodee Music/Ingrooves, 버진 뮤직 그룹을 통해 음악을 발표할 것이라고 발표했다. 12월 23일, THE LAST ROCKSTARS는 데뷔 싱글 "The Last Rockstars (Paris Mix)"를 발매했다. 멤버들은 12월 31일 NHK 설전 음악 프로그램 제73회 NHK 홍백가합전에서 밴드로 데뷔해 첫 싱글 발매 8일 만에 전국 프로그램 출연 기록을 세웠다.
2023년 1월, 그룹은 도쿄, 뉴욕, 로스앤젤레스에서 매진된 공연으로 첫 번째 국제 투어를 시작했으며, S.K.I.N., X JAPAN, YOSHIKI, L'Arc-en의 여러 신곡 외에도 여러 셀프 커버를 공연했다. 8월 4일, 밴드는 두 번째 싱글 "Psycho Love"를 발매했다. 11월 21일, 밴드는 도쿄 아리아케 아레나에서 두 번째 국제 투어를 시작했지만, 11월 29일로 발표된 로스앤젤레스 날짜는 2024년 8월까지 연기되었다. 콘서트 시리즈 첫날, 밴드는 그들의 노래 "Mastery'는 비디오 게임 철권 8의 주제곡이 된다.

## 구성원
- YOSHIKI (음악가) - 리더, 드럼, 피아노
- Hyde (음악가) - 리드 보컬
- SUGIZO - 기타, 바이올린, 보컬
- MIYAVI - 기타, 보컬

## 음반
- "The Last Rockstars (Paris Mix)" - 2022
- "Psycho Love" - 2023